# Sud de l'Angleterre
 (août 2024).
 (août 2024).
Si vous disposez d'ouvrages ou d'articles de référence ou si vous connaissez des sites web de qualité traitant du thème abordé ici, merci de compléter l'article en donnant les références utiles à sa vérifiabilité et en les liant à la section « Notes et références ».

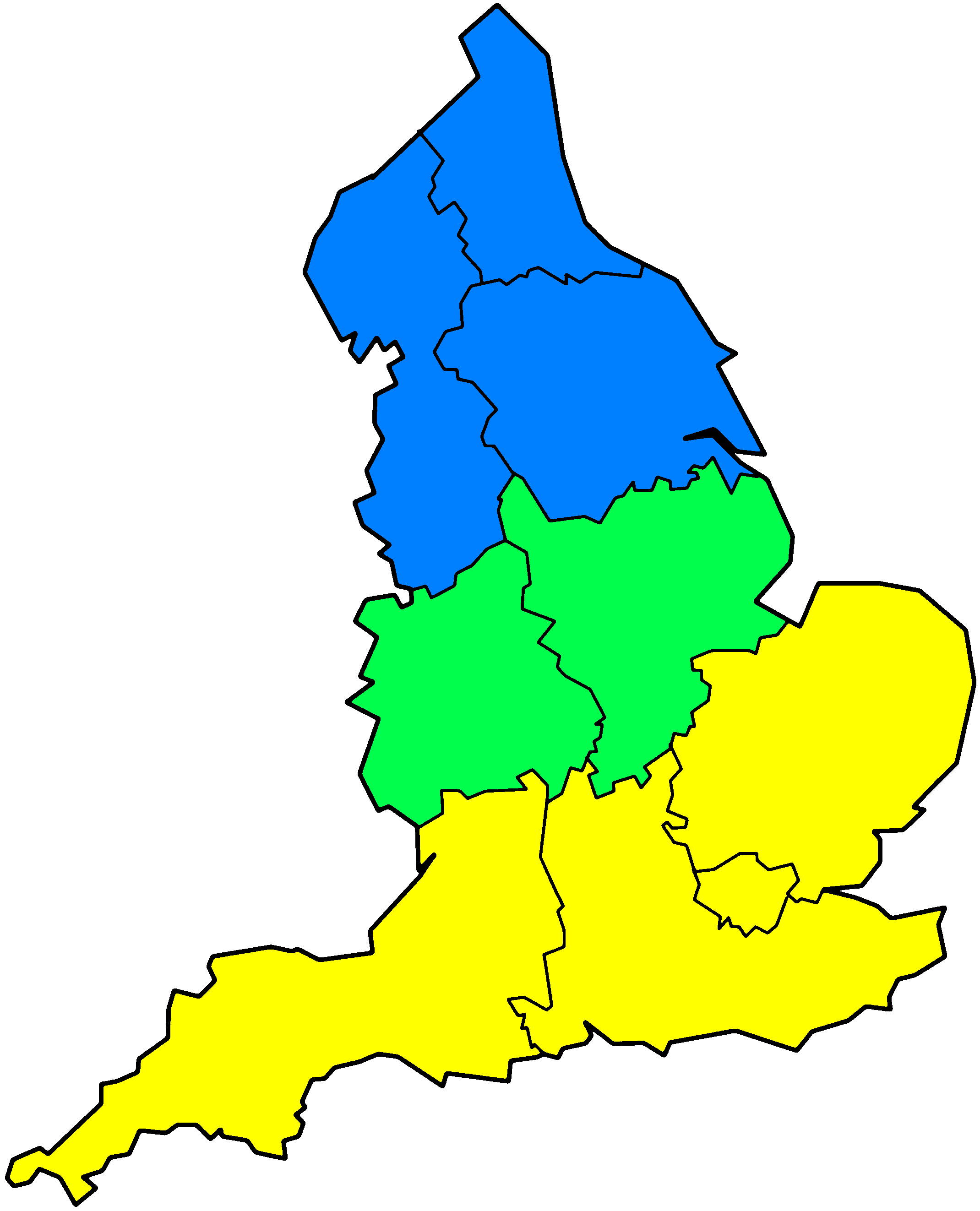
Nord de l'Angleterre est en bleu, les Midlands en vert, et le Sud de l'Angleterre en jaune.

Le Sud de l'Angleterre (en anglais : Southern England) est une expression imprécise se référant aux comtés du sud de l'Angleterre. Le terme peut désigner différents ensembles géographiques, à la condition qu'ils se situent au sud des Midlands. Dans le sens le plus courant, l'expression désigne tous les comtés anglais longeant la Manche, d'ouest en est, c’est-à-dire : Cornouailles, Devon, Dorset, Hampshire, Île de Wight, Sussex de l'Ouest, Sussex de l'Est et le Kent, ainsi que les comtés immédiatement adjacents, en particulier le Somerset, Wiltshire, Berkshire, Surrey et le Grand Londres. On y ajoute parfois l'Angleterre de l'Est, baigné par la mer du Nord.